# Meyer Lansky

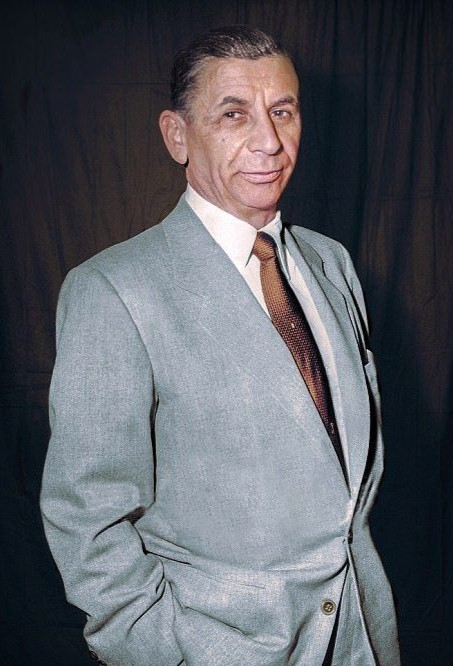
Meyer Lansky, 1958

Meyer Lansky (eigentlich polnisch Mejer Suchowlański sowie russisch Мейер Суховлянский / Mejer Suchowljanski; * 4. Juli 1902 in Grodno; † 15. Januar 1983 in Miami) war ein US-amerikanischer Mobster und gilt heute als einer der wichtigsten Köpfe der sogenannten Kosher Nostra.
Lansky wurde von der Presse oft als „Bankier des organisierten Verbrechens“ bezeichnet. Unter anderen Gangstern trug er den Ehrennamen Honest Meyer (deutsch „Ehrlicher Meyer“), weil er sich angeblich an alle Absprachen hielt und niemals einen anderen Mobster hinterging. Er soll ein Finanzgenie gewesen sein und ein außergewöhnliches Gedächtnis besessen haben. Lanskys Räumlichkeiten wurden wiederholt vom FBI und anderen Behörden durchsucht, ohne dass je Material gefunden wurde, das vor Gericht gegen ihn hätte verwendet werden können. Es wird vermutet, dass Lansky die relevanten Daten über seine illegalen Beteiligungen nur in seinem Gedächtnis aufbewahrte. Er wurde in den USA mehrmals verhaftet und angeklagt, jedoch nie schuldig gesprochen. Im Alter von 80 Jahren starb er an einer Krebserkrankung in einem Krankenhaus in Miami.

## Leben

### Frühe Jahre
Lansky wurde als Mejer Suchowlański in eine jüdische Familie im polnisch geprägten Grodno im Westen des Russischen Kaiserreichs (heute Hrodna in Belarus) geboren. Später benutzte er Meyer als Vornamen. Dieser ist eine Ableitung des hebräischen Rufnamens Meir, was wörtlich „Bringer des Lichtes“ bedeutet. Seine Eltern waren Max Suchowlański und dessen Ehefrau Yetta, die beide aus einfachen Verhältnissen stammten. 1911 erreichte er mit seiner Mutter und seinem jüngeren Bruder Jacow an Bord der Kursk den Hafen von New York. Sein Vater war bereits einige Jahre vorher in die Vereinigten Staaten ausgewandert und arbeitete in einer Textilfabrik in Brownsville, einem Stadtteil Brooklyns.
Seine Jugend verbrachte Meyer Lansky in der Gegend rund um die Grand Street, auf der Lower East Side, wo auch seine Jugendfreunde lebten. Zu diesen gehörten – neben seinem nun „Jake“ gerufenen Bruder – Meyer „Mike“ Wassell, Samuel „Red“ Levine, Irving „Tabbo“ Sandler, Joseph „Doc“ Stacher und insbesondere Benjamin „Bugsy“ Siegel. Lansky und seine Freunde verdienten sich schon als Jugendliche Geld bei illegalen Crapsspielen, später versuchte Lansky sich erfolglos als Zuhälter. Während seiner Schul- und Jugendzeit lernte Lansky zudem auch Lucky Luciano und Frank Costello kennen.

### Alkoholprohibition
In den Jahren der Prohibition in den Vereinigten Staaten wurde er ab 1921 im Alkoholschmuggel und -handel mit Dutch Schultz und Bugsy Siegel als „Bugs and Meyer Mob“ bekannt. Zusammen mit ihren italienischen Freunden bildeten sie den „Broadway Mob“, der hochwertigen Whiskey an Speakeasies und Nachtclubs in Manhattan lieferte.
Gemeinsam mit Bugsy Siegel hatte Lansky eine Autovermietung in der Cannon Street gegründet, welche auch zur Tarnung eigener Schmuggelaktivitäten diente; im Schlepptau Siegels stieß Moe Sedway über die Autovermietung zur Gruppe. Der Alkohol wurde nicht nur geschmuggelt, sondern auch bei Gelegenheit von anderen – eigentlich verbündeten Partnern – gestohlen. So überfielen Lansky, Siegel und andere Beteiligte 1927 einen Konvoi von Waxey Gordon, erschossen drei und verwundeten weitere Personen. Gordon war derart aufgebracht, dass er bei einem Treffen auf Lansky losgehen wollte und Lucky Luciano selbst dazwischengehen musste.
Die Auseinandersetzung drohte zu eskalieren, und es war bald die Rede vom „War of the Jews“ (deutsch „Krieg der Juden“). 1928 war Arnold Rothstein ermordet worden, was offenbar Verteilungskämpfe beförderte und zu zahlreichen Mordanschlägen auf Angehörige beider Seiten führte. So setzte Gordon 1932 die drei Fabrazzo-Brüder auf Bugsy Siegel an; dieser überlebte und tötete daraufhin einen der Brüder persönlich.
Lansky und Luciano sollten einen gewaltfreien Weg finden, den Konflikt zu beenden. Sie gaben 1933 Thomas E. Dewey, der auch sie bereits ins Visier genommen hatte, einen Tipp. Gordon konnte nun kaum erklären, mit welchen Mitteln er sein Imperium finanziert und warum er bisher keine Steuern gezahlt hatte. Er wurde deshalb im selben Jahr zu zehn Jahren Gefängnis verurteilt.
Lansky war auch als Einbrecher und Schläger auf Seiten der Unternehmer gegen streikende Gewerkschafter (am „labor racketeering“) beteiligt. Im vierten „Labor Slugger War“ entledigten sich 1927 Louis Buchalter und Jacob Shapiro ihres alten Bosses Jacob Orgen, da dieser sich nicht an Anweisungen von Lansky halten wollte. Damit wurde eine Grundlage der später als „Murder, Inc.“ bezeichneten Tötungsorganisation gelegt.

### Krieg von Castellammare

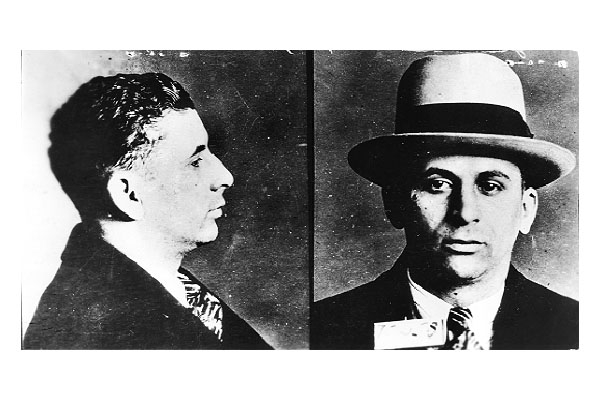
Polizeifoto von Meyer Lansky

Lansky arbeitete eng mit Luciano und seinen Freunden zusammen, die allerdings dem Mustache Pete Joe Masseria verpflichtet waren. Die Auffassungen zwischen den alten „Greaseballs“ (deutsch „Fettklöße“), wie Personen wie Masseria auch genannt wurden, und den „Young Turks“ (deutsch „Jungtürken“) wie Luciano klafften weit auseinander. Allein die Zusammenarbeit von Luciano mit dem Nicht-Sizilianer Costello, einem Mann aus Kalabrien, dürfte Masseria suspekt gewesen sein. Die Zusammenarbeit mit Nicht-Italienern, die sich bald insbesondere in der „Seven Group“ etablierten und expandierten, wurde vermutlich sogar als ein potenzielles Risiko gesehen. 1929 wurde Luciano von drei bewaffneten Männern entführt, zusammengeschlagen und niedergestochen. Er überlebte nur knapp.
Da sich Auseinandersetzungen um die Vorherrschaft in New York zwischen Salvatore Maranzano und Masseria bereits angedeutet hatten, schien es zunächst so, als ob Maranzano Luciano hätte beseitigen wollen. Lansky klärte jedoch Luciano darüber auf, dass es Masseria war, der hinter dem Mordanschlag steckte. Als der „Krieg von Castellammare“ begann, hielt sich Luciano aus taktischen Gründen zurück. Es waren dann die Mitglieder des „Bugs and Meyer Mob“, die für Luciano am 10. September 1931 Maranzano aus dem Weg räumten.

### Rückkehr zum Glücksspiel
Nach dem Ende der Alkoholprohibition konzentrierte Lansky sich wieder auf das Glücksspiel und erweiterte 1936 seine Aktivitäten landesweit auf Florida und New Orleans; im gleichen Jahr, als sein alter Partner Luciano verhaftet worden war. Diese Aktivitäten waren nie aufgegeben worden; so kontrollierte Dutch Schultz bis zu seiner Ermordung u. a. immer noch die italienischen Straßenlotterien.
Aufgeschreckt durch Al Capones Verurteilung 1931 wegen Steuerhinterziehung, erkannte Lansky seine eigene Gefährdung und zog es vor, seine Gewinne auf ein Nummernkonto bei einer Schweizer Bank zu überweisen. (Später soll er laut Lucy Komisar eine Bank gekauft und über ein Netzwerk von Finanztransaktionen Geldwäsche betrieben haben, damit ihm nichts nachgewiesen werden konnte.)
1935, nachdem die Luxol-Fabrik in Elberfeld geschlossen und sein Schmuggelring in Wien zerschlagen worden war und so die Heroinversorgung für mehrere Jahre stockte, sicherte sich Lansky große Lieferungen aus Shanghai, die in den Heroinraffinerien der Triaden hergestellt und über Verbindungsmänner in die USA geliefert wurden.

### Zweiter Weltkrieg
Bereits vor dem Beginn des Zweiten Weltkriegs hatte Lansky sich als Feind der Nationalsozialisten profiliert. Als es in den 1930er Jahren immer wieder zu hauptsächlich von Deutschen und deutschstämmigen Amerikanern besuchten Nazi-Veranstaltungen insbesondere des German-American Bund in New York City kam, entstand in der jüdischen Community der Wunsch, etwas dagegen zu tun. Der jüdische Politiker und Richter Nathan David Perlman trat an Lansky heran und bat ihn, die Veranstaltungen des Bundes zu stören, gegen die es keine offizielle Handhabe gab. In der Folge organisierte Lansky gewaltsame Angriffe seiner jüdischen Handlanger auf Nazi-Veranstaltungen. Nachdem mehrere Nazis schwer verletzt worden waren, ohne dass es zu Todesfällen gekommen war, ging die Anzahl der Nazi-Veranstaltungen spürbar zurück. Lansky selbst sagte dazu: „Wir verfolgten sie und schlugen sie zusammen. […] Wir wollten ihnen zeigen, dass Juden sich nicht immer zurückhalten und die Beleidigungen einfach einstecken.“
Lanskys Partner Luciano war zwar 1936 inhaftiert worden, übte aber durch Frank Costello, der für ihn den Sitz in der „Kommission“ des National Crime Syndicate einnahm, seine Macht als Oberhaupt über die Genovese-Familie und das National Crime Syndicate aus. Eines von Lucianos Zielen war immer gewesen, eine Erlassung der Haftstrafe oder zumindest Hafterleichterungen zu erreichen. Durch den Eintritt der USA in den Zweiten Weltkrieg im Dezember 1941 und die Aktivität deutscher U-Boote an der US-amerikanischen Küste ab 1942 ergab sich diese Möglichkeit. Es kam offenbar zur Zusammenarbeit mit der US Navy bzw. deren eigenem Geheimdienst, dem Office of Naval Intelligence. Demnach war die US Navy nach den ersten Sabotagevermutungen im Zuge der steigenden Erfolge der deutschen U-Boote und nach einem Tipp durch den Bezirksanwalt Frank S. Hogan an Joseph „Socks“ Lanza, den über den Fulton Fish Market herrschenden Mobster, herangetreten. Dessen Einfluss war jedoch zu gering, um insbesondere den Widerstand der misstrauischen Hafenarbeiter zu überwinden, und Lanza riet dem militärischen Geheimdienst der Marine, sich an den einflussreichen Luciano zu wenden, dessen Arm bis in die Docks und die zuständige Gewerkschaft reichte.
Am 11. April 1942 soll ein Frühstück im Restaurant Longchamps in der West 58th Street mit Lansky, Moses Polakoff (Anwalt von Luciano), Distriktstaatsanwalt Gurfein und dem Nachrichtenoffizier Carles Haffenden stattgefunden haben. Da die räumliche Entfernung von Lucianos Haftanstalt von Polakoff und Lansky als zu weit betrachtet wurde, um einen ständigen Kontakt einzurichten, schlugen beide vor, Luciano nach Sing Sing zu verlegen, was jedoch abgelehnt wurde. Stattdessen wurde Luciano am 12. Mai 1942 von Dannemora in das Meadow Prison in Comstock (New York) verlegt, wo der Geheimdienst der Marine diskrete Treffen mit ihm durchführen konnte. Dank dieser Zusammenarbeit konnten verschiedene deutsche Spione in den Hafenbereichen aufgegriffen werden. Auch Lansky nutzte sein Netz aus Helfern und Informanten, um Spione aufzuspüren, hielt sich jedoch aus den Operationen heraus und stellte lediglich den Kontakt zwischen beiden Seiten her. So beobachteten u. a. seine Leute Vincent Alo, Johnny „Cockeye“ Dunn und Eddie McGrath die Piers oder schleusten Agenten des Marine-Geheimdienstes in die Arbeiterschaft am Hafen ein.
Nach dem Weltkrieg leugnete die US-Marine offiziell jegliche Zusammenarbeit mit Lansky, Luciano oder anderen kriminellen Personen. Eine 1954 durchgeführte offizielle Untersuchung des Untersuchungsrichters des Bundesstaates New York, William B. Herlands, kam zum Schluss, dass „Salvatore Lucania“ sowie weitere wichtige Exponenten der Mafia während des Zweiten Weltkriegs aktiv an den militärischen Aktivitäten der USA mitgewirkt hatten.

### Las Vegas und Kuba

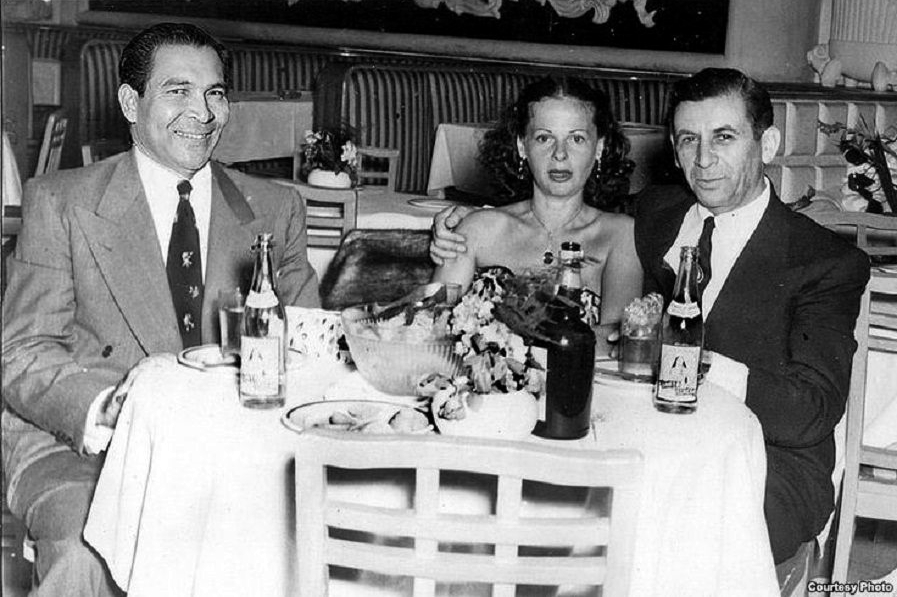
Meyer Lansky mit seiner Ehefrau und dem kubanischen Diktator Fulgencio Batista

Fulgencio Batista und Lansky waren gemeinsam mit anderen Gangstern finanziell am Bau des Hotels und Kasinos „The Flamingo“ in Las Vegas beteiligt, welches von Bugsy Siegel aufgebaut werden sollte. Als die Kosten des Umbaus sich versechsfachten und außerdem bekannt wurde, dass Siegel zwei Mio. US-Dollar in die Schweiz transferiert hatte, wurde dessen Position unhaltbar.
Nach Ende des Zweiten Weltkrieges investierte Lansky auch in Hotels und Kasinos auf Kuba. Als er seine Aktivitäten in der Karibik und an der Westküste der Vereinigten Staaten begann, wurde Joseph „Doc“ Stacher der stille Helfer und Partner im Hintergrund und fungierte als eine Art Supervisor in den Kasinos Sands and Fremont.
Jack Dragna, der lokale Boss der amerikanischen Cosa Nostra in Kalifornien, war kein Freund dieser Expansion der Mobster unter Meyer Lansky nach Las Vegas. Er schickte seinen „enforcer“ (am: „Durchsetzer“) Jimmy „The Weasel“ Fratianno aus, um seine Rechte geltend zu machen. Moe Sedway wurde körperlich attackiert und auch der ranghöhere Stacher wurde körperlich angegriffen. Eigentlich hatte das National Crime Syndicate Las Vegas als offene Stadt vorgesehen, welche keinem Clan oder Gruppe als Territorium zugeordnet war. Als Lansky Tommy Lucchese darauf ansprach, kam es zunächst zu keiner Lösung. Lansky suchte aber nicht den Konflikt, sondern bot Dragna eine Beteiligung am Flamingo an, was dieser jedoch ablehnte.
Nachdem Luciano 1946 unter der Bedingung freigelassen wurde, die Vereinigten Staaten zu verlassen, und zunächst nach Italien zurückgekehrt war, ließ er sich kurz darauf in Havanna nieder, um von Kuba aus die Kontrolle über seine „Familie“ weiter wahrzunehmen. Gleichzeitig investierte er aber auch selbst auf der Insel. Luciano hatte nach seiner Freilassung eine Konferenz des National Crime Syndicate geplant. Seine Bewegungsfreiheit war jedoch durch Behördenauflagen sehr eingeschränkt, und es soll Lansky gewesen sein, der Luciano auf den idealen Konferenzort Havanna aufmerksam machte. Ab dem 22. Dezember fand dann im Hotel Nacional die später als „Havanna-Konferenz“ bezeichnete einwöchige Tagung statt, die als einflussreichste Versammlung nach der „Atlantic-City-Konferenz“ der Mobster von 1929 gilt, da hier wichtige Weichen für die nächsten Jahrzehnte gestellt wurden. Insbesondere wurde auf dieser Konferenz der Mord an Bugsy Siegel beschlossen, welcher am 20. Juni 1947 geschah. Danach übernahmen Gus Greenbaum und Moe Sedway das Kasinohotel Flamingo in Las Vegas.
1947 musste Luciano Kuba verlassen, da die US-amerikanische Regierung seine Anwesenheit auf der Insel nicht duldete und Druck auf die kubanische Regierung ausübte, indem sie drohte, Medikamentenlieferungen solange auszusetzen, bis Luciano das Land verlassen habe. Lansky blieb auf Kuba. Als am 10. März 1952 Fulgencio Batista die bestehende Regierung auf Kuba stürzte, wurde er dessen Berater, um insbesondere das Glücksspiel zu einer erfolgreichen Einnahmequelle zu entwickeln.
Am 25. August 1955 verkaufte Michael „Mike“ McLaney, der offizielle Konzessionär von Fulgencio Batista, das Casino Internacional an Lansky und das 450-Zimmer-Hotel Nacional Casino an Moe Dalitz und Sam Tucker. Lanskys Bruder Jacob „Jake“ Lansky war 1959 der Manager des Nacional Hotel in Havanna, dessen „stiller Teilhaber“ der Diktator war. Mit dem Sieg der Revolution 1959 unter Fidel Castro änderten sich die politischen Verhältnisse und die Spielkasinos und Hotels auf Kuba wurden verstaatlicht. Zwar hatten Lansky, Dalitz und Tucker 1958 ihre Anteile an Carroll Rosenbloom weiterverkauft, der wiederum im Juni 1958 Mike McLaney beteiligte, aber Lansky beklagte später immer wieder den Verlust seiner Investitionen auf Kuba.

### Rückkehr in die USA

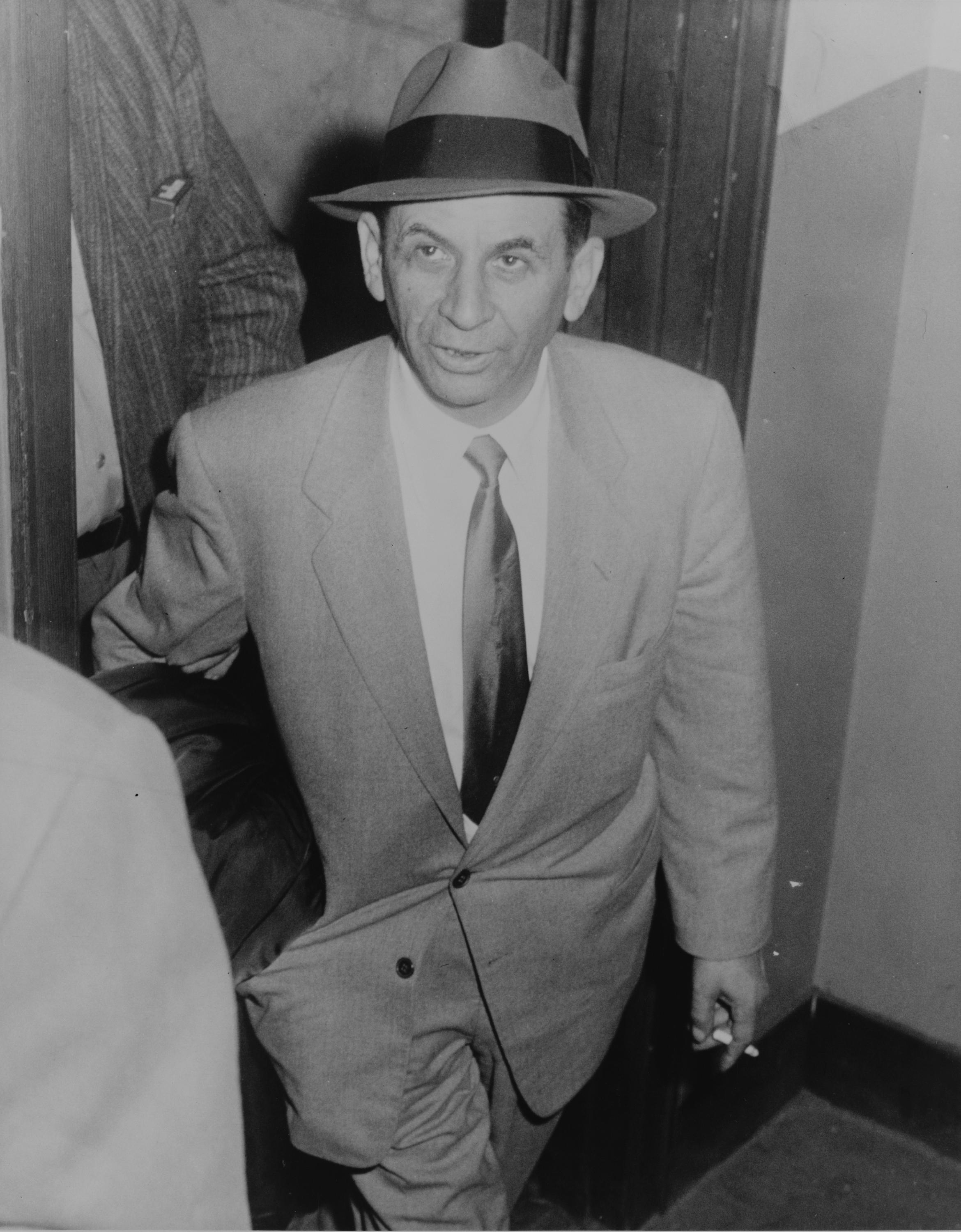
Meyer Lansky 1958

Lansky und seine Geschäftspartner kehrten in die USA zurück und reorganisierten sich in Florida. John Pullmann – seit der Prohibition ein enger Partner von Lansky – gründete 1961 die Bank of World Commerce auf den Bahamas, die in enger Geschäftsbeziehung mit der Bank of Pelgrine stand, die wiederum von Meyer Lansky genutzt wurde.
Nach seiner Rückkehr geriet Lansky in das Visier des FBI, welches ihn abhörte und ausforschte. Beispielsweise wurde im Frühjahr 1962, nachdem er sich nach der Behandlung seiner Herzprobleme vom Trafalgat Hospital in ein kleines Hotel eingebucht hatte, sein Zimmer mit einer Abhörwanze ausgestattet. Stellte Lansky Hauspersonal ein, wurde dieses umgehend von FBI-Agenten angesprochen; Lansky wurde offen observiert und Agenten diskutierten mit ihm sogar über seine Moral.
In den 1960er Jahren musste er seine Glücksspielaktivitäten in Nevada aufgeben, da Howard Hughes die Casinos in Las Vegas übernahm. (Später in den 1970er Jahren kehrten andere Mobster nach Vegas zurück und setzten bis etwa 1979 Strohmänner ein, bis auch das nicht mehr funktionierte.) Lansky benutzte offenbar die Miami National Bank seines langjährigen Geschäftspartners Samuel Cohen zur Abwicklung seiner Aktivitäten in Nevada. Cohen bekannte sich 1972 in einem Gerichtsverfahren der Verschwörung schuldig und erhielt eine Haftstrafe von einem Jahr.
Lansky soll in den 1950er und 1960er Jahren auch in den Drogenschmuggel verwickelt gewesen sein. Gründe dafür waren einerseits die hohen Profite, andererseits hatte Luciano bereits seit seiner Ausweisung nach Sizilien 1946 mit der Organisation eines internationalen Heroin-Handels begonnen. Weitere Investitionen sollen sich auch wieder auf die Prostitution bezogen haben; Lansky investierte aber auch in Golfplätze und Hotels.
Ein weiterer Mosaikstein in Lanskys internationalen finanziellen Verflechtungen war die Beziehung zur Banque De Credit International in Genf, die von Tibor Rosenbaum in den 1950er Jahren gegründet worden war und 1976 in Insolvenz ging – verbunden mit einem erheblichen Prestigeverlust für die ihr zuletzt eng verbundene Hessische Landesbank. Der Diplomat und Geheimdienstmann Rosenbaum finanzierte ursprünglich über die Bank Waffenkäufe für Israel. Für Lansky, der Rosenbaum erstmals 1965 getroffen hatte, eröffnete die Bank auch eine Verbindung nach Israel.

### Flucht nach Israel
Der Fahndungsdruck auf Lansky baute sich weiter auf; im März 1970 war Lansky wegen Drogenbesitzes von der Polizei festgenommen worden und gegen eine Kaution von 50.000 US-Dollar freigekommen. Im Sommer 1970 setzte er sich mit seiner zweiten Frau Thelma („Teddy“) nach Israel ab und erhielt auf dem Flughafen Lod ohne weiteres ein dreimonatiges Visum. Wie sein alter Freund und Geschäftspartner Joseph Stacher wollte er das Recht aller Juden in Anspruch nehmen, sich in Israel ansiedeln zu dürfen und israelischer Staatsbürger zu werden. Stacher lebte seit 1965 in Herzlia Pituach, wo Lansky im Luxushotel Accadia das Appartement 337 bezog. Später ließ er einige Lastwagenladungen Mobiliar und Effekten von seiner Villa in Miami nach Israel schaffen. Er hatte vorgesehen, sich im Vorort Ramat Aviv von Tel Aviv niederzulassen, in einem Haus in der Oppenheimer Straße, in dem auch der damalige Verkehrsminister Schimon Peres wohnte.
Es begann ein zähes Ringen um seinen Aufenthalt, das 14 Monate andauern sollte, bis der israelische Innenminister Josef Burg am 29. September 1972, am Vorabend des Versöhnungstages, eine weitere Verlängerung seiner Aufenthaltserlaubnis verweigerte. Grund für Burgs Entscheid war insbesondere ein neuer US-amerikanischer Haftbefehl wegen illegalen Glücksspiels. In Israel war man der Ansicht, dass Lansky seine illegale Geschäftstätigkeit von Israel aus fortsetzen wollte, insbesondere nachdem einschlägig bekannte Mobster wie Benjamin Spiegelblum (bzw. Ziegelbaum), Bernard Rosa und Jacob Markus zu geschäftlichen Besprechungen in Tel Aviv aufgetaucht waren. Rosa, Ziegelbaum und Markus wurden am 31. Mai 1971 aus Israel ausgewiesen.
Lansky engagierte einen bekannten Anwalt, Yoram Alroy, um seine Ausweisung zu verhindern. Am 3. September 1971 gab er dem israelischen Fernsehen sogar ein Interview. Lansky wies auf seine großzügigen Spenden für Israel oder jüdische Institutionen in den USA hin und gab an, einige Millionen US-Dollar in die israelische Wirtschaft investieren zu wollen. Trotzdem scheiterte er und musste am 5. November 1972 Israel verlassen. Er reiste über die Schweiz, Argentinien, Brasilien nach Paraguay, wo er dem FBI übergeben wurde, das ihn zurück in die USA brachte. In Israel wurde eine Gesetzesinitiative eingereicht, um zukünftig zu verhindern, dass Kriminelle das israelische Rückkehrgesetz nutzen können.

### Die letzten Jahre
Lanskys Rolle als Mobster war bekannt, nachzuweisen war ihm jedoch nichts. Ab 1973 wurde im nunmehr dritten Verfahren in den USA letztmals versucht, ihn gerichtlich zu belangen, die Anklage lautete u. a. auf Steuerhinterziehung. Der Prozess endete am 3. November 1976 mit einem Freispruch da sich die Jury über die Wertung der belastenden Zeugenaussage des Kredithais Vincent „Fat Vinnie“ Teresa uneinig war. Dessen Glaubwürdigkeit galt wegen seiner Mitgliedschaft in der Patriarca-Familie von Boston als zweifelhaft.
Lansky verhielt sich nach dem Prozess weiterhin vorsichtig. Er traf sich mit seinen Vertrauten nur auf öffentlichen Plätzen oder in Einkaufszentren. Wenn er mit seinem Chauffeur unterwegs war, hielt er immer Ausschau nach neuen öffentlichen Telefonzellen, die er für seine Telefongespräche nutzen konnte. Das FBI gab deshalb die Beobachtung von Lansky Ende der 1970er Jahre schließlich auf. Als wichtigste Assoziierte von Lansky in dieser Zeit gelten Samuel Cohen und Alvin Malnik.
Am 11. Oktober 1977 wurde der Stiefsohn von Lansky, Richard Schwartz, hinter seinem Restaurant in Bay Harbor Islands erschossen. Hintergrund war offenbar ein nichtiger Streit zwischen ihm und Craig Teriaca am 30. Juni 1977 im Club „The Forge“, der von Alvin Malnik betrieben wurde. Schwartz erschoss den 29-jährigen Sohn des Mafioso Vincent Teriaca. Der Mord an Schwartz gilt als Racheakt für den Tod von Craig Teriaca.
Seine letzten Jahre verbrachte Lansky in Miami Beach. Am 15. November 1982 wurde bei ihm Lungenkrebs diagnostiziert; Lansky war immer starker Raucher gewesen. Teile der Lunge wurden entfernt, um die Bildung von Metastasen zu verhindern, aber der Krebs sprang auf das Zwerchfell über und auf unerreichbare Stellen der Nieren und der Wirbelsäule. Lansky wurde bestrahlt, wodurch das Wachstum des Tumors gebremst wurde, er aber seine Stimme und seinen Appetit verlor. Er erhielt starke Betäubungsmittel und verbrachte seine letzten Tage in einem Krankenbett des Mount-Sinai-Hospital in Miami. Trotz seines schwachen Zustandes wehrte er sich gegen die Behandlung. Seiner zur Hilfe herbeigerufenen Frau rief er zu: „Let me go“ („lass mich gehen“). Am 15. Januar 1983 starb er. Er wurde auf dem Mount Nebo Friedhof beerdigt, der im Westen von Miami an der 5900 SW 77t Ave liegt.

### Nachlass
Lansky hinterließ seine Frau Thelma „Teddy“ Sheer Lansky (geb. Schwartz; † 1997) und die drei Kinder Buddy, Paul und Sandra. Von seiner ersten Frau Anne war er 1946 geschieden worden. Auf dem Papier besaß Lansky zwar nichts, und seine Frau konnte nicht einmal die Krankenhausrechnung bezahlen, aber zum Zeitpunkt seines Todes vermutete das FBI 300 Mio. US-Dollar auf versteckten Konten. Noch im September 1982 hatte das Forbes Magazine Lansky unter den 400 reichsten Personen der USA aufgelistet.
Laut Biograf Robert Lacey soll Lansky bereits in seinen letzten 20 Jahren nicht mehr gut bei Kasse gewesen, und sein Einfluss und Einkommen in Gangsterkreisen soll stark übertrieben worden sein. Jedenfalls wurde bis heute nichts von den 300 Mio. gefunden.
Lansky hat, typisch für die Kosher Nostra, keinen Nachfolger aufgebaut; als solcher wird jedoch heute Alvin Malnik gesehen, der bereits seit den 1950er Jahren für Lansky u. a. auch als Verteidiger, tätig war, eine Nichte von Lansky geheiratet hat und entsprechende Aktivitäten Lanskys fortgesetzt haben soll. Nach Lanskys Tod 1983 bezeichnete das Reader’s Digest Malnik als den „Thronfolger“ (heir apparent) von Lansky.

“Contrary to popular belief, I (Al Malnik) never worked for Meyer Lansky. I knew him, and he was a good friend who I spent a lot of time with, but I never represented him in legal matters. To me, Meyer was quite the grandfather type. If you knew him and talked to him, you could never imagine that any of the stories you heard about him had any veracity. You could never imagine that he was responsible for doing the things people said he did. He was not a person to give in to rage.”

„Im Gegensatz zu dem, was die Öffentlichkeit glaubt, habe ich (Al Malnik) nie für Meyer Lansky gearbeitet. Ich kannte ihn, er war ein guter Freund, mit dem ich eine Menge Zeit verbrachte, den ich aber nie bei seinen rechtlichen Angelegenheiten vertreten habe. Für mich war Meyer eher der Großvater-Typ. Wenn du ihn kanntest und dich mit ihm unterhieltest, konntest du dir nicht vorstellen, dass auch nur eine der Geschichten, die du über ihn gehört hattest, wahr wäre. Du konntest dir niemals vorstellen, dass er die Dinge getan haben sollte, von denen die Leute sagten, er habe sie getan. Er war keine Person, die sich dem Zorn überließ.“

## Persönliches
Lansky war ein großer Leser, vor allem von geschichtlichen Werken und Biographien, in späteren Jahren auch von Philosophen. Beständig um Weiterbildung bemüht, beschäftigte er einen eigenen Mathematiklehrer und stellte Kopfrechenstücke zum Zeitvertreib an.

## Adaptionen

### Filme und Filmzitate
- 1974: In Der Pate – Teil II fließen Teile der Biographie Meyer Lanskys in den Charakter des Hyman Roth ein. Roth sagt zu Michael Corleone: „Wir sind mächtiger als US Steel“. Dieser Satz geht auf die Zusammenfassung eines Tonbandmitschnittes zurück, den das FBI bei der Überwachung nach Meyer Lanskys Rückkehr in die USA anfertigte.
- 1981: Gangster Wars: Meyer Lansky ist in der Mini-Serie des NBC mit der Figur des Michael Lasker vertreten. Der Originalname wurde auch in diesem Film noch nicht verwendet, da Lansky noch lebte; gespielt wurde die Rolle von Brian Benben.
- 1990: In Sydney Pollacks Film Havanna wird Meyer Lansky von Mark Rydell dargestellt.
- 1991: In Bugsy, einem biographischen Spielfilm über Bugsy Siegel, wurde Meyer Lansky von Ben Kingsley verkörpert.
- 1991: Die wahren Bosse – Ein teuflisches Imperium (Originaltitel: Mobsters) mit Patrick Dempsey behandelt den Aufstieg von Charles „Lucky“ Luciano zum König der New Yorker Unterwelt. Zu seinen Verbündeten gehörte vor allem Meyer Lansky.
- 1999: Verfilmung von Meyer Lanskys Leben in Meyer Lansky – Amerikanisches Roulette mit Richard Dreyfuss, Illeana Douglas, Eric Roberts, Francis Guinan.
- 2002: In Undisputed nimmt die Rolle des fiktiven Mafiosos Mendy Ripstein, Bezug auf seine Arbeit für Meyer Lansky.
- 2005: The Lost City ‒ Spielfilm mit Dustin Hoffman als Meyer Lansky.
- 2010–2014: In der HBO-Serie Boardwalk Empire spielt Anatol Yusef den jungen Meyer Lansky.
- 2012: Im Netz der Mafia – Die Geheimakten des FBI: Der Glücksspieler: Meyer Lansky; Erstausstrahlung Deutschland (ZDF) 3. August 2013 (OT: Mafia’s Greatest Hits: Meyer Lansky; Erstausstrahlung UK 3. August 2012)
- 2013: In der TNT-Serie Mob City hat Patrick Fischler einen Gastauftritt als Meyer Lansky.
- 2015: The Making of the Mob: New York; ist eine achtteilige Miniserie über zahlreiche New Yorker Mobster der amerikanischen Cosa Nostra und der Kosher Nostra. Ian Bell spielt hier Meyer Lansky.
- 2015: Legend: Angelo Bruno wird im Film auf Meyer Lanskys Anweisung nach London gesandt, um mit den Kray-Zwillingen zu verhandeln.
- 2018: In Speed Kills mit John Travolta in der Hauptrolle, welcher auf gleichnamigem Roman von Arthur J. Harris und somit wie dieser auf dem wahren Leben von Donald Aronow basiert, wird auch die Verbindung zu Meyer Lansky thematisiert (im Film dargestellt von James Remar)
- 2021: Lansky – Der Pate von Las Vegas. Harvey Keitel spielt den gealterten Meyer Lansky, der einem Autor seine Lebensgeschichte erzählt.

### Bar
Die Bar „Meyer Lansky’s“ im Keller der Hamburgischen Finanzbehörde ist nach Meyer Lansky benannt.